# Lista cu personalitățile din Saskatoon

## A
- Keith Allen, jucător de hochei (n. 1923)
- Amy Alsop, sportivă (n. 1978)
- Riley Armstrong, jucător de hochei (n. 1984)

## B
- Ryan Bayda, jucător de hochei (n. 1980)
- Wade Belak, jucător de hochei(n. 1976)
- Byron Bitz, jucător de hochei (n. 1984)
- Derek Boogaard, jucător de hochei (n. 1982)
- Dave Brown, jucător de hochei (n. 1962)

## C
- Kim Coates, actor (n. 1959)

## D
- Dan DaSilva, jucător de hochei (n. 1985)
- Catriona LeMay Doan, patinatoare (n. 1970)

## E
- Dan Ellis, jucător de hochei (n. 1980)
- Todd Ewen, jucător de hochei (n. 1966)

## G
- Michael Garnett, jucător de hochei (n. 1982)
- Ryan Gaucher, jucător de hochei (n. 1978)

## H
- Stu Hart, wrestler (1915-2003)
- Bill Hay, jucător de hochei (n. 1935)
- Ray Hnatyshyn, politician (1934-2002)

## K
- Scott King, jucător de hochei (n. 1977)
- Ryan Keller, jucător de hochei (n. 1984)
- Joel Kwiatkowski, jucător de hochei (n. 1977)

## L
- Regan Lauscher, ciclistă (n. 1980)

## M
- Keith Magnuson, jucător de hochei (1947-2003)
- Tyler Mane, actor și wrestler (n. 1966)
- Debbie McCormick, jucător curling (n. 1974)
- Robert Molle, luptător (n. 1962)

## N
- Amy Nixon, jucătoare de curling (n. 1977)

## P
- Warren Peters, jucător de hochei (n. 1982)
- Roddy Piper, wrestler (n. 1954)

## R
- Chuck Rayner, jucător de hochei (1920-2002)
- Drew Remenda, antrenor de hochei (n. 1962)
- Roy Romanow, politician (n. 1939)

## S
- Cory Sarich, jucător de hochei(n. 1978)
- Luke Schenn, jucător de hochei(n. 1989)
- David Sutcliffe, actor (n. 1969)

## V
- Darren Van Impe, jucător de hochei (n. 1973)

## W
- Tyler Weiman, jucător de hochei (n. 1984)
- Edith Wiens,cântăreață (n. 1950)
- Dafydd Rhys Williams, astronaut (n. 1954)
- James Wright, jucător de hochei (n. 1990)